# Javelin (Bootsklasse)
Javelin ist eine Jolle für zwei Segler, welche auf Gleitfahrt ausgelegt ist.

## Geschichte und Entwicklung

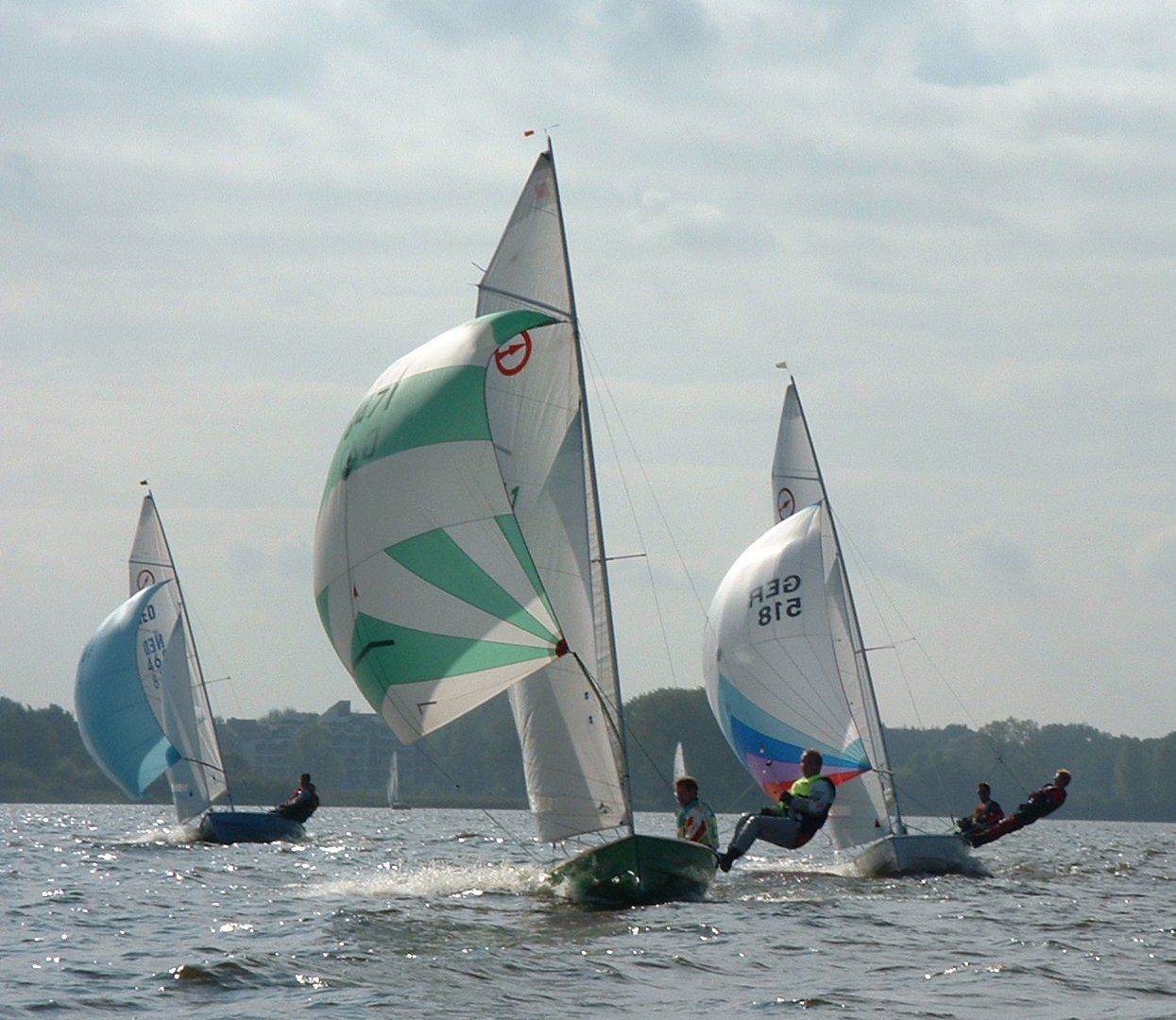
Drei Javelins auf Halbwindkurs mit Spinnaker

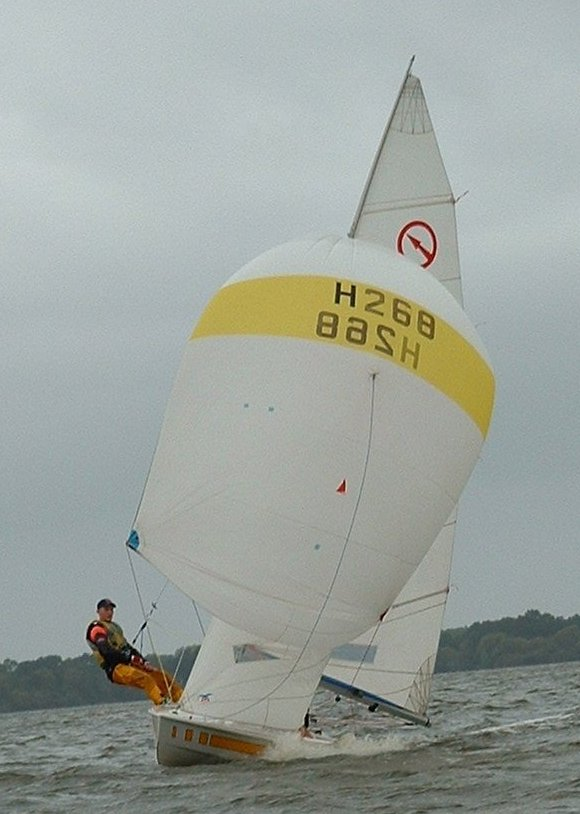
Javelin auf Raumschotkurs mit Spinnaker

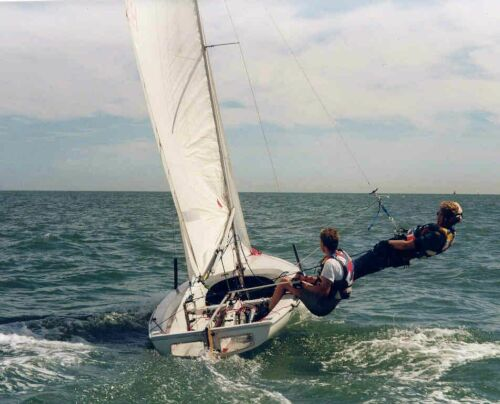
Eine Javelin, hoch am Wind segelnd, der Steuermann ist ausgeritten und der Vorschoter steht im Trapez

Die europäische Javelin wurde 1968 gemeinsam von Peter Milne (Konstrukteur, u. a. Fireball) und Paul Wright (Bootsbauer) in England entwickelt. Sie sollte einen Kompromiss zwischen den bereits existierenden Rennjollenklassen 505 und Flying Dutchman (FD) bilden. Die Javelin hatte schnell den Ruf, eine preiswerte Alternative zum Flying Dutchman zu sein, konnte den Schatten dieser großen Klasse aber nie wirklich verlassen. Bis heute (2019) wurden über 580 Boote gebaut. Javelin bedeutet ins Deutsche übersetzt „Speer“ und so erklärt sich auch das Segelzeichen.
Als aktive Regattaklasse existiert die Javelin in Großbritannien, den Niederlanden und in Deutschland. Die kleine Klasse ist durch eine länderübergreifende Freundschaft und Hilfsbereitschaft der Javeliner geprägt. Jedes Jahr wird eine gemeinsame Euro-Meisterschaft umlaufend in den drei Ländern ausgetragen.
Die in Australien und Neuseeland existierende, gleichnamige Bootsklasse hat keine Beziehung zu der hier beschriebenen Javelin.

## Technische Eigenschaften
Mit einer Länge von 5,38 m, einer Breite von 1,68 m und einem Rumpfgewicht von 118 kg wurde eine leichte, schlanke Bootsform aus glasfaserverstärktem Kunststoff (GFK) geschaffen. Aus Kostengründen sind Materialien wie Kohlenstoff- und Aramidfasern („Kevlar“) nicht zugelassen. Neuere Boote sind weitgehend in Sandwichbauweise hergestellt. Mast und Baum sind aus Aluminium. Großsegel (10,8 m²), Genua (5,5 m²) und Spinnaker (19 m²) sind aus gewebtem Polyestermaterial.
In der Bugspitze befindet sich eine Spinnakertrompete, die das Setzen und Bergen des Spinnakers sehr vereinfacht. Die Javelin hat ein aufholbares Schwert, das vollständig in den Schwertkasten geschwenkt werden kann. In der vorderen  Hälfte des Rumpfes befindet sich ein wasserdichter Doppelboden. Gemeinsam mit den ebenfalls wasserdichten Seitentanks ergibt sich auch im gekenterten Zustand ein ausreichendes Auftriebsvolumen. Die Klassenregeln sorgen für ein einheitliches Geschwindigkeitspotential. Gleichzeitig geben sie viel Freiraum für die individuelle Ausrüstung der Boote.

## Segeleigenschaften
Als schnelle Trapezjolle (Yardstick 97) ist die Javelin zum Gleiten gemacht und kommt ihren Vorbildern 505 und FD recht nahe. Im direkten Vergleich ist oftmals die Mannschaft entscheidend. Die Javelin ist kein Anfängerboot, hat aber, besonders im Vergleich zu modernen Skiffjollen, immer noch eine Gutmütigkeit und mit einer erfahrenen Mannschaft auch eine gewisse Seetüchtigkeit. Schließlich wurde die Javelin an der englischen Ostküste entwickelt und viele Regatten werden dort auch heute noch auf der Nordsee ausgetragen.
Die schlanke Unterwasserform der Javelin bewirkt ein angenehmes Verhalten in der Welle und ermöglicht einen sanften Übergang ins Gleiten. Sollte die Javelin nach deutlicher Vorwarnung doch einmal kentern, zeigt sie eine weitere, angenehme Eigenschaft. Durch das geringe Volumen der schmalen Seitentanks sinkt das Boot im gekenterten Zustand soweit ab, dass Mast und Schwert gleichzeitig auf dem  Wasser liegen. Dies verhindert ein baldiges Durchkentern und erleichtert das Wiederaufrichten enorm.